# طوني كي
طوني جورج خنانيشو، المعروف باسمه الفني طوني كي، هو مغني راب ومنتج تسجيلات وكاتب أغاني أمريكي.

## وقت مبكر من الحياة
هاجرت عائلة طوني كي إلى ديترويت بولاية ميشيغان من بغداد بالعراق عام 1991 هربًا مما كان يُعرف آنذاك بحرب الخليج. كان طوني محاطًا بالموسيقى في وقت مبكر جدًا. كان والده وعمه موسيقيين وكانت والدته مغنية. تعرف على موسيقى الهيب هوب في سن مبكرة، من خلال الاستماع إلى أمثال 2pac وEminem وThe Notorious BIG وNas. بدأ طوني في غناء الراب والإنتاج في سن 13 عامًا فقط. وقد استلهم البدء بعد سماع أغنية 2pac "Changes". في عام 2005، تعاون طوني مع صديق محلي يُدعى "Peleboy"، وأصدرا معًا ما سيكون أول إصدار موسيقي مستقل لهما بعنوان "Partners In Crime". بعد فترة وجيزة، قرر طوني ممارسة مهنة راب منفردة.

## حياة مهنية
لقد منح صوت طوني الفريد وتصميمه القدرة على العمل مع مغني راب مثل كوروبت ورويس دا 5'9" وكابادونا وبيزي بون وغيرهم الكثير، مما أعار مهاراته الإنتاجية لموسيقاهم. في عام 2008 أصدر أول مشروع منفرد له بعنوان "بأي وسيلة ضرورية"، مع ميزات من شون كينغستون ومغني الراب يونغ نوبل. وسرعان ما بدأ طوني في إصدار سلسلة من الأشرطة المختلطة مثل " YNOT " (2013) و" Wasteland " (2015) وبدأ في تلقي بعض الاهتمام. غنت كيلي كلاركسون أغنيتي طوني "Island" و"Racing" في برنامج كيلي كلاركسون كجزء من فقرتها كيليوك في الموسمين الخامس والسادس من العرض.
صُدرت أحدث أغنية فردية لـ Tony K، "Diamonds"، في 24 أبريل 2025.

## ديسكوغرافيا

### أغاني فردية
- مرحباً بكم في بغداد (2016)
- حوالي عام 1996 (2017)
- سولو (2017)
- الأعلى (2017)
- التغيير (2017)
- كاش (2018)
- السقوط الحر (2018)
- بين (2018)
- الكل في (2018)
- ركض (2018)
- واحد فقط (2018)
- لا أريده (2018)
- مت وحيدًا (2019)
- التمسك (2019)
- لا للإساءة (2019)
- رماد (2020)
- تعرف علي (2020)
- وقفة (2020)
- العودة إليك (2020)
- الحدس (2020)
- علامات الدولار (2021)
- كن مثلي (2021)
- اقلب النص (2021)
- 3 (2021)
- لم يكن أفضل من ذلك أبدًا (2022)
- المخدرات (2022)
- الوقت (2022)
- سباقات (2022)
- لا مشكلة (2023)
- الجزيرة (2023)
- الآن (2023)
- الشرير (2024)
- النصر (2024)
- ابتعد (2024)
- الماس (2025)

### شرائط مختلطة
- واي نوت (2013)
- أرض قاحلة (2015)

## روابط خارجية
- الموقع الرسمي لطوني كي